# Szilágyi Zoltán (helytörténetíró)
Szilágyi Zoltán (Szásznyíres, 1933. november 13. – 2019. június 5.) erdélyi magyar helytörténetíró.

## Életútja, munkássága
Középiskolai tanulmányait Désen végezte, a Bolyai Tudományegyetemen 1956-ban szerzett történelem szakos tanári oklevelet. Kibéden, majd Besztercén tanított 1992-ig.1990 és 1996 között a Romániai Magyar Demokrata Szövetség képviseletében a román parlament képviselőházának tagja volt.
Beszterce magyar közművelődési életének aktív szervezője volt. A helyi Besztercei Híradóban Helytörténeti kisszótár, majd Helytörténeti kiskalauz cím alatt cikkek sorozataiban mutatta be Beszterce-Naszód megye mintegy százötven településének történetét.

## Kötetei
- Besztercevidék a népek és hegyek szorításában (Székelyudvarhely, 2006)
- Kisebbségi sors és anyanyelvű oktatás Besztercevidéken (Székelyudvarhely, 2008)